# Exechia basilinea
Exechia basilinea är en tvåvingeart som beskrevs av Enrico Adelelmo Brunetti 1912. Exechia basilinea ingår i släktet Exechia och familjen svampmyggor. Inga underarter finns listade i Catalogue of Life.